# Mötley Crüe
A Mötley Crüe egy amerikai glam metal együttes. Nikki Sixx basszusgitáros és Tommy Lee dobos és Greg Leon gitáros alapította, majd valamivel később csatlakozott hozzájuk Mick Mars gitáros leváltva az előző gitárost, és Vince Neil énekes. Az 1980-as évek egyik legsikeresebb és legnagyobb hatású zenekara, amelyhez a glam metal legnagyobb lemezeladásai és az egyik leglátványosabb koncertjei tartoznak. A rocktörténet egyik legkelendőbb zenekara, az Egyesült Államokban 25, míg világszerte több mint 100 millió albumot adtak el. Az együttes hírhedtté vált kicsapongó életviteléről, mértéktelen drog és alkoholfogyasztásuk, destruktív életmódjuk és hangos botrányaik révén a leginkább ők  testesítették meg a szex, drogok és rock n' roll életstílust. A rocktörténelem legmozgalmasabb, legérdekfeszítőbb, legbotrányosabb és legsokkolóbb karriertörténete áll a zenekar mögött.
Több mint négy évtizedes pályafutásuk során többet szerepeltek a bulvársajtóban mint a zenei tematikájú szaklapokban, és a  hard/glam rock zenekarok közül az elsők között aknázták ki az MTV-ben rejlő marketinglehetőségeket. Megjelenésük az újszerűség erejével hatott, extravagáns színes rongyokból varrt öltözékük, magas sarkú csizmáik, és erős sminkjük a 80-as évek egyik sokat másolt zenekarává tette őket. Gyorsan elterjedt a nevük a los-angelesi klubvilágban, majd magánkiadásban kiadták első albumukat a Too Fast for Love címűt. A terjedő Mötley Crüe-jelenség láttán az Elektra Records gyorsan szerződtette a zenekart, majd a neves producerrel Roy Thomas Baker-rel újrakevertette és újra piacra dobta az anyagot. Az 1983-ban kiadott második albumuk a Shout at the Devil hozta meg számukra az áttörést, amely bekerült az USA Top 20-ba, majd a KISS és Ozzy Osbourne társaságában turnéztak. A harmadik Theatre of Pain elfordult az első két album heavy metalosan kemény stílusától, a könnyedebb glam metal felé, és a kritikusok körében már nem lett olyan népszerű mint elődjei. Kereskedelmileg viszont továbbra is sikeres lett, amelyet fokozott az 1987-es Girls Girls Girls, miután a Billboard 200 lista 2. helyére került (Whitney Houston Whitney című albumát nem tudta leszorítani az első helyről).
Az együttes szupersztár pozícióját komolyan veszélyeztette fékevesztett életmódjuk, ezért több tragikus eset után (példák a sok közül: Neil börtönbüntetése, mivel halálos kimenetelű autóbaleset okozott, vagy Sixx átmeneti halála, mivel herointúladagolás miatt újra kellett éleszteni), eldöntötték hogy bevonulnak a rehabra. Ezt követően jelentősen visszavettek az önpusztító életmódból, és már így készítették el a sokak szerint életművük legjobb albumát az 1989-es Dr. Feelgoodot. Az album nemcsak kritikailag lett hatalmas siker, de Amerikában 6x-os platinalemez lett, valamint az 1. helyre került a Billboard 200 listáján. Az album Grammy-díjat nyert a legjobb heavy metal album kategóriában, míg a Rolling Stone magazin olvasói megszavazták a zenekart a legnépszerűbb heavy metal együttesnek. Zenei produkcióik mellett zűrös nőügyeik, botrányaik továbbra is foglalkoztatták a közvéleményt.
Az 1990-es évekre a grunge majd az alternatív rock térhódítása révén megváltozott a zenei közízlés, és a 80-as éveket jellemző Mötley Crüe is idejétmúltnak számított. Felbomlott a klasszikus felállás, miután Neil bejelentette kiválását (vagy kirúgták). Helyére John Corabi került, akivel az 1994-ben kiadott Mötley Crüe album úgy is hatalmas bukás lett, hogy milliószámra fogyott. Az anyag egy korszerű, érett és változatos lemez lett, amit sok kritikus és rajongó az egyik legjobbjuknak tart, a közönségük többsége viszont nem volt vevő a stílusváltásra. Neil vissza is tért 1997-ben és kiadták a Generation Swine majd 2000-ben a New Tattoo albumokat. Ez utóbbin már nem Tommy Lee dobolt, de pár év múlva visszatért az együttesbe. Hosszabb kihagyás után 2005-ben tért vissza az eredeti négyes, és nagy sikerű turnéra indultak, amelyre elővételben elkeltek a jegyek. 2008-ban kiadták a hozzájuk mérhetően hangzatos című Saints of Los Angeles című visszatérő albumukat, ami a 4. helyre került az amerikai albumlistán. 2014-ben szerződésben rögzítették, hogy egy utolsó nagy búcsúturnéval befejezik pályafutásukat. A Mötley Crüe Final Tour 158 fellépése 86 millió dollárt eredményezett, utolsó koncertjüket pedig Los Angelesben adták 2015 szilveszterén.
A VH1 zenecsatorna A hard rock 100 legnagyobb előadója listáján a 29. helyre sorolta az együttest, míg az MTV The Greatest Metal Bands of all Time listáján a 10. lettek. Az együttes hullámvasút-utazás szerű pályafutását több nagysikerű könyv, illetve legutóbb egy 2019. márciusában bemutatott mozifilm (The Dirt) örökítette meg. Ennek apropójából négy új dalt is felvettek, bár Neil hozzátette, hogy turnék továbbra sem várhatóak. Ennek ellenére 2019 végén mégis bejelentették, hogy a következő évben újra turnéra indul a zenekar.
2022-ban Mick Mars bejelentette kilépését, betegsége súlyosbodása miatt nem tudja vállalni a koncertezést.
Botrány pattant ki az miatt, hogy Vince éneke részben playback a koncerteken.
2024-ben Bob Rock producer elmondta, hogy az első négy lemezen nem Sixx játéka hallható

## Története

### A kezdetek
A zenekar 1981-ben alakult, amikor a basszusgitáros Nikki Sixx kivált a London nevezetű zenekarból, ahol addig zenélt, és elkezdett zenésztársakat keresni, akik esetleg érdeklődnek egy új együttes iránt. Ekkor talált rá Tommy Lee-re, aki addig a Suite 19 dobosa volt. 
Ezek után találkoztak egy újsághirdetés útján Mick Mars gitárossal. Énekesnek Tommy Lee egyik középiskolás ismerősét ajánlotta. Meghallgatták Vince Neilt, és mindhárman úgy döntöttek, hogy ő lesz a megfelelő ember. Ebben az évben adták ki,Too Fast For Love címmel a debütáló albumukat. Az album mérsékelten sikeres lett, így felfigyeltek az újonnan alakult zenekarra.

### Az aranykor
1983-ban adták ki második albumukat, ami a Shout at the Devil címet kapta. A már profin elkészített lemez, rendkívül sikeres lett. Mai napig az együttes legjobbnak tartott munkája. A hirtelen sikerek után a zenekar tagjai mértéktelen alkohol- és drogfogyasztásba kezdtek. Nikkit 1987-ben újra kellett éleszteni drogtúladagolás miatt. Vince meg részegen vezetett, ami miatt egy barátja, Razzle (a Hanoi Rocks nevű finn rock együttes dobosa) életét vesztette, Neilt ezért pénzbüntetésre és közmunkára ítélték. Közben kettő albumot is kiadtak. A Theatre of Pain 1985-ben, míg a Girls Girls Girls 1987-ben jelent meg. E kettő lemez során elfordultak a második albumuk kemény hangvételétől, és vidámabb hangulatot próbáltak megütni.1989-ben adták ki a Dr. Feelgood című nagylemezüket, ami sikerességben túlszárnyalta kettő elődjét. Az album elkészítésére a kiadó leszoktatta a tagokat a drogokról, így tiszta fejjel bírták megcsinálni. 1991-ben Budapesten is felléptek a Monster of Rock rendezvény során, az AC/DC előzenekaraként.

### Hanyatlás, a kiválások kora
A grunge hullám előretörése során, a jellemzően könnyed glam metal elavulttá kezdett válni. 1994-ben adták ki John Corabi vokáljával a Motley Crue című albumukat. Corabi azért került Neil helyére, mert az magánéleti problémák miatt kilépett a zenekarból. A lemez, az akkoriban népszerű grunge és alternatív rock stílusában készült. A megjelenésekor negatív kritikákat kapott, mivel teljesen különbözött a korábbi lemezeiktől. Nem sokkal később Corabival már elkezdték a következő album munkálatait, amikor Vince visszatért. Ekkor Corabi kilépett a csapatból, és a már felvett dalokat ismét elénekeltették Neillel. A lemez 1997-ben jelent meg Generation Swine néven. Stílusában a Corabi felállású albumot követte. A korabeli sajtó lehúzta, és a mai napig megoszlanak róla a vélemények. 1999-ben Tommy Lee elhagyta a zenekart. hogy a szólókarrierjére összpontosítson reményében. Helyére Randy Castillo került, aki korábban már dolgozott együtt Ozzy Osbourne-nel is. Ez a felállás készítette el a 2000-ben megjelenő New Tattoo névre keresztelt lemezt. A lemez, kettő elődje sikertelensége miatt, visszakanyarodást jelentett a 80-as évekbeli hair metal stílushoz. A kritika erről a lemezről is negatív véleményen volt, és főként az erőltetett retro hangzást kritizálták. 2002-ben Castillo elhunyt, így a koncerteken már korábban is doboló Samantha Maloney helyettesítette, aki leginkább Courtney Love dobosaként ismert.

### Visszatérés
2004-ben a Mötley Crüe újra egyesült az eredeti felállásban. 2008-ban új albumot jelentettek meg Saints of Los Angeles címen, mely stílusában a kortárs rock zenét ötvözi a csapat régi glam metal hangzásával. A kritikusok és a rajongók is pozitív véleménnyel vannak róla. 2014-ben bejelentették visszavonulásukat, és egy The Final Tour névre keresztelt világ körüli búcsúturnét rendeztek. A turné 2015-ben ért véget. 2019. november 19-én egy látványos videóval jelentették be hogy újra összeáll és visszatér a banda.

## Tagok
- Vince Neil: ének (1981-1992, 1996–)
- Nikki Sixx: basszusgitár, háttérének (1981–)
- Mick Mars: szólógitár, háttérének (1981–2022)
- John 5 (2022-)
- Tommy Lee: dob, háttérének, billentyűs hangszerek (1981-1999, 2004–)
- John Corabi: ének (1994-1996)
- Randy Castillo: dob, háttérének (1999-2002)
- Samantha Maloney: dob (2002-2004)

## Diszkográfia

### Albumok
- Too Fast For Love (1981)
- Shout at the Devil (1983)
- Theatre of Pain (1985)
- Girls Girls Girls (1987)
- Dr. Feelgood (1989)
- Motley Crue (1994)
- Generation Swine (1997)
- New Tattoo (2000)
- Red White And Crüe (2005)
- Saints of Los Angeles (2008)

### Válogatáslemezek
- Raw Tracks (1988)
- Raw Tracks Vol. 2 (1990)
- Decade of Decadence (1991)
- Quaternary (1994)
- Greatest Hits (1998)
- Supersonic and Demonic Relics (1999)
- Music to Crash Your Car To, Vol. 1 (2003)
- Music to Crash Your Car To, Vol. 2 (2004)
- Loud as Fu@k (2004)
- Red, White and Crüe (2005)

### Koncertfelvétel
- Live: Entertainment or Death (1999)
- Carnival Of Sins (2006)
- Crüe Fest

### Kislemezek
- Live Wire (1982)
- Shout At The Devil (1983)
- Looks That Kill (1984)
- Too Young To Fall In Love (1984)
- Smokin' In The Boys Room (1985)
- Home Sweet Home (1985)
- Girls, Girls, Girls (1987)
- You're All I Need (1987)
- Dr. Feelgood (1989)
- Kickstart My Heart (1989)
- Without You (1990)
- Don't Go Away Mad (Just Go Away) (1990)
- Same Ol' Situation (S.O.S.) (1990)
- Primal Scream (1991)
- Hooligan's Holiday (1994)
- Misunderstood (1994)
- Afraid (1997)
- Beauty (1997)
- Bitter Pill (1998)
- Teaser (1999)
- Hell On High Heels (2000)
- If I Die Tomorrow (2004)
- Sick Love Song (2005)

### Videóklipek
- Live Wire
- Looks That Kill
- Too Young To Fall In Love
- Home Sweet Home
- Smoking In The Boy's Room
- Wild Side
- Girls, Girls, Girls
- You're All I Need
- Dr. Feelgood
- Kickstart My Heart
- Same Ol' Situation
- Dont Go Away Mad(Just Go Away)
- Without You
- Primal Scream
- Home Sweet Home '91 Remix
- Anarchy in the U.K.
- Hooligan's Holiday
- Misunderstood
- Smoke the Sky
- Afraid
- Shout At The Devil 97'
- Enslaved
- Hell On High Heels
- If I Die Tomorrow
- Sick Love Song
- Saints of Los Angeles
- Motherfucker of the Year
- White Trash Circus

### Video kiadások
- Mötley Crüe: Uncensored (VHS)
- Mötley Crüe: Dr.Feelgood The Videos (VHS)
- Mötley Crüe: Decade Of Decadence '81-'91 (VHS-VCD)
- Behind The Music: Mötley Crüe
- Lewd, Crüed & Tattoed
- Mötley Crüe: Greatest Video Hits
- Classic Mötley Crüe: Universal Masters DVD Collection
- Mötley Crüe: Carnival Of Sins
- Mötley Crüe:loud as fuck(DvD)